# Década de 2050
Conforme padronização da norma internacional para representação de data e hora da Organização Internacional de Padronização (ISO), a década de 2050, também referida como anos 2050, década de 50 ou ainda anos 50, compreende o período de tempo entre 1 de janeiro de 2050 e 31 de dezembro de 2059.

## Eventos esperados e previstos
- Prevê-se que a população mundial atinja 9,3 bilhões de pessoas, de acordo com o Departamento de Assuntos Econômicos e Sociais das Nações Unidas.[3]
- O demógrafo francês Emmanuel Todd prevê taxas de natalidade sem crescimento mundial em 2050.[4]
- China, Estados Unidos, Índia, Brasil e México serão as maiores economias do mundo, de acordo com um estudo realizado pela Goldman Sachs.[5]
- Conclusão prevista de um elevador espacial até 2050.[6]
- Previsões foram feitas para viagens aéreas hipersônicas comerciais até 2050.[7]
- O suprimento de energia da Dinamarca está planejado para ser fornecido apenas por energias renováveis em 2050.[8]

## Esporte
2050
- Jogos Olímpicos de Inverno de 2050.

- Copa do Mundo FIFA de 2050.

2051
- Copa do Mundo de Futebol Feminino de 2051.

2052
- Jogos Olímpicos de Verão de 2052.

2054
- Jogos Olímpicos de Inverno de 2054.

- Copa do Mundo FIFA de 2054.

2055
- Copa do Mundo de Futebol Feminino de 2055.

2056
- Jogos Olímpicos de Verão de 2056.

2058
- Jogos Olímpicos de Inverno de 2058.

- Copa do Mundo FIFA de 2058.

2059
- Copa do Mundo de Futebol Feminino de 2059.